# 고유 주파수
고유 주파수는 진동 체계가 교란이 없을 때 진동하는 경향이 있는 속도를 가리키는 용어이다. 기본적인 예는 에너지 손실이 없는 이상화된 스프링과 같은 간단한 고조파 발진기와 관련이 있으며, 여기서 시스템은 일정한 주파수로 일정한 진폭의 진동을 나타낸다. 공진 현상은 강제 진동이 시스템의 고유 주파수와 일치할 때 발생한다.

## 설명
자연 진동이라고도 하는 탄성의 진동은 자연 주파수에서 발생한다. 자연 진동은 가해진 힘의 주파수(강제 주파수)에서 발생하는 강제 진동과 다르다. 강제 주파수가 고유 주파수와 같으면 진동의 진폭이 몇 배로 증가한다. 이 현상은 적용된 주파수에 대한 시스템의 응답이 증폭되는 공진으로 알려져 있다. 시스템의 일반 모드는 사인 파형에서 고유 주파수의 진동으로 정의된다.

## 같이 보기
- 진동
- 화학